# Sergio Cofferati

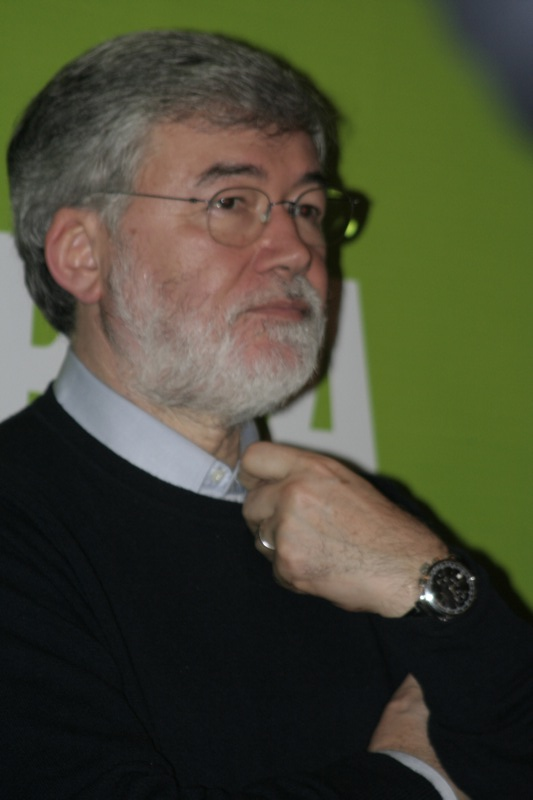
Sergio Cofferati.

Sergio Cofferati (30 de enero de 1948, Sesto ed Uniti, Cremona) es un político italiano, alcalde de Bolonia desde 2004 por el partido Demócratas de Izquierdas.

## Biografía
Inicialmente fue un empleado de Pirelli en Milán, y miembro del CGIL. Cofferati subió puestos en los principales sindicatos italianos, convirtiéndose en líder de Filcea (la rama química de trabajo del CGIL) en 1988. Fue líder del CGIL en 1990, remplazando a Bruno Trentin. Dirigió hasta 2002 el CGIL, después de haber obtenido algunos triunfos relevantes, como la negociación de la reforma de las pensiones en 1995, y oposición a la modificación del artículo 18 del Estatuto de los Trabajadores, un proyecto de ley de 1970, que permite a los jueces italianos condenar a las empresas por motivo de despidos de trabajadores. Después de haber marchado de la presidencia de la CGIL, volvió a su posición en Pirelli, que a día de hoy no existe.
En el 2005, Cofferati empieza a ser conocido por su lucha a favor de la legalidad: para el alcalde la relaciòn entre la cultura de izquierda y la gestiòn del orden público tiene que cambiar.